# Variable aleatòria
A l'estudi de molts experiments aleatoris molt sovint no ens interessa el resultat que s'obté sinó alguna quantitat numèrica relacionada amb ell. Per exemple, quan algú aposta en un joc d'atzar no l'interessa tant conèixer el resultat com el benefici (o la pèrdua) obtingut. Informalment, es defineix variable aleatòria com una funció que assigna un valor numèric real a cadascun dels resultats possibles d'un experiment aleatori.

## Definició
Designem per {\displaystyle \Omega } el conjunt de resultats possibles d'un experiment aleatori. Una variable aleatòria és una aplicació {\displaystyle X:\Omega \longrightarrow {\mathbb {R} }}. Vegeu la definició formal a la secció Definició formal de variable aleatòria. Quant a la notació, la variable aleatòria se sol indicar per {\displaystyle X} (en majúscules) i el valor observat d'aquesta variable aleatòria per {\displaystyle x} (és a dir, en minúscules).
Es diu "aleatòria" perquè el seu domini és constituït pels resultats d'un experiment influït per l'atzar i se'n diu "variable" perquè pren valors numèrics que varien (d'acord amb la probabilitat). Cal dir, però, que la paraula variable és una mica confusa, ja que, com hem comentat, una variable aleatòria és una funció o aplicació, i no es correspon al que en altres parts de la matemàtica s'anomena la variable d'una funció.
Exemple. Considerem l'experiència aleatòria del llançament de dos daus. El conjunt de resultats possibles d'aquesta experiència és:{\displaystyle \Omega ={\big \{}(1,1),\,(1,2),\dots ,(1,6),\,(2,1),(2,2),\,(2,3),\dots ,(6,1),\,(6,2),\dots ,(6,6){\big \}},} on el parell {\displaystyle (i,j)} vol dir que al primer dau (dau1) hem obtingut el resultat {\displaystyle i} i al segon dau (dau2) hem obtingut el resultat {\displaystyle j}. En general els elements de {\displaystyle \Omega } es designen per {\displaystyle \omega }.
Podem considerar la variable aleatòria {\displaystyle X} que a cada resultat de l'experiència li assigna la suma dels punts dels dos daus, és a dir:
{\displaystyle X={\text{suma dels dos daus}}.}
D'aquesta manera tenim una aplicació {\displaystyle X:\Omega \longrightarrow {\mathbb {R} }}. Per exemple, el resultat {\displaystyle (1,3)} (és a dir, dau1=1 i dau2=3) tindrà assignat el valor real 4: {\displaystyle X(1,3)=4}.-
Els valors possibles de la variable aleatòria serien: {\displaystyle x_{1}=2,x_{2}=3,x_{3}=4,x_{4}=5,x_{5}=6,x_{6}=7,x_{7}=8,x_{8}=9,x_{9}=10,x_{10}=11,x_{11}=12}.
S'escriu {\displaystyle \{X=a\}} per indicar l'esdeveniment format pels resultats {\displaystyle \omega } que fan que {\displaystyle X(\omega )=a}. Per exemple, {\displaystyle \{X=4\}={\big \{}(1,3),\,(2,2),\,(3,1){\big \}}.}

## Tipus de variables aleatòries
Estudiarem tres tipus de variables aleatòries: discretes, contínues (de fet, absolutament contínues) i mixtes.

### Variables aleatòries discretes
Una variable aleatòria s'anomena discreta si pot prendre un nombre finit o infinit numerable de valors.
Exemples
1. La variable aleatòria que hem vist anteriorment del llançament de dos daus: {\displaystyle X=}suma dels punts dels dos daus, i que pot prendre un nombre finit de valors: 2,3, ...,12.
2. Una variable aleatòria amb distribució binomial, de paràmetres {\displaystyle n} i {\displaystyle p}, que pot prendre els valors {\displaystyle 1,\,2,\dots ,n}. Per les seves aplicacions, és una de les distribucions discretes més importants.
3. Una variable aleatòria amb distribució de Poisson que pot prendre qualsevol nombre natural: {\displaystyle 1,\,2,\dots }; per tant, pot prendre un nombre infinit numerable de valors.

Moltes variables aleatòries discretes importants prenen valors enters.

#### Funció de probabilitat d'una variable aleatòria discreta
Considerem una variable aleatòria discreta {\displaystyle X} i sigui {\displaystyle D=\{x_{i},\,i\in I\}}, amb {\displaystyle I\subset \mathbb {N} }, el conjunt finit o infinit numerable de valors possibles que pot prendre. S'anomena funció de probabilitat (o funció de massa de probabilitat) de {\displaystyle X} a la funció {\displaystyle p:D\longrightarrow [0,1]} definida per 
{\displaystyle p(x_{i})=P(X=x_{i}).}

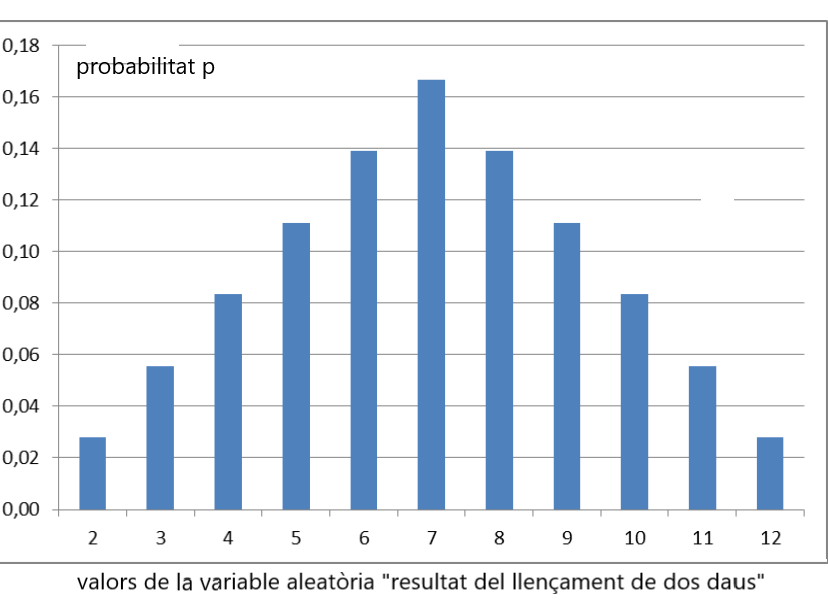
Funció de probabilitat de la variable aleatòria "suma dels valors del llançament de dos daus"

Exemple. En el cas dels dos daus tenim, per exemple, que {\displaystyle p(2)=P(X=2)={\frac {1}{36}}} perquè l'esdeveniment {\displaystyle \{X=2\}} té com a únic cas favorable (1,1) (és a dir, {dau1=1 i dau2=1}). Anàlogament, es calculen els altres valors de la funció de probabilitat:

{\displaystyle p(2)={\frac {1}{36}},\,p(3)={\frac {2}{36}},\,p(4)={\frac {3}{36}},\,p(5)={\frac {4}{36}},\,p(6)={\frac {5}{36}},\,p(7)={\frac {6}{36}},\,p(8)={\frac {5}{36}},\,p(9)={\frac {4}{36}},\,p(10)={\frac {3}{36}},\,p(11)={\frac {2}{36}},\,p(12)={\frac {1}{36}}.}
| Propietat. La funció de probabilitat determina totes les probabilitats relacionades amb {\displaystyle X}: {\displaystyle P(X\in B)=\sum _{i:\,x_{i}\in B}p(x_{i}).} |

Continuant amb l'exemple anterior, la probabilitat d'obtenir una suma dels dos daus menor o igual a 7 serà:{\displaystyle P(X\leq 7)=P{\big (}X\in \{2,3,4,5,6,7\}{\big )}=p(2)+p(3)+p(4)+p(5)+p(6)+p(7)={\frac {1+2+3+4+5+6}{36}}={\frac {21}{36}}\approx 0,58.}

Observació. Alguns autors defineixen la funció de probabilitat sobre tot el conjunt dels nombres reals: {\displaystyle p:\mathbb {R} \longrightarrow [0,1]},
{\displaystyle p(x)=P(X=x).}
Cal notar que {\displaystyle p(x)=0} a menys que {\displaystyle x=x_{i}} per algun valor {\displaystyle x_{i}\in D}. A tots els efectes, ambdues definicions són equivalents.

#### Funció de distribució d'una variable discreta
Donada una variable aleatòria general {\displaystyle X} la seva funció de distribució és la funció {\displaystyle F:{\mathbb {R} }\to [0,1]} definida per 
| {\displaystyle F(x)=P(X\leq x).} |
 Aquesta funció permet unificar l'estudi de diverses propietats de les variables aleatòries (vegeu la secció Definició formal de variable aleatòria). En particular, per a una variable discreta {\displaystyle X}, amb les notacions anteriors, la seva funció de distribució vindrà donada per{\displaystyle F(x)=P(X\leq x)=P(X\in (-\infty ,x])=\sum _{i:\,x_{i}\leq x}p(x_{i}).}
Exemple. Suposem que llencem dues monedes a l'aire. Indiquem una cara amb {\displaystyle c} i una creu amb {\displaystyle s}. Els possibles resultats de l'experiment són observar dues cares {\displaystyle (cc)}, una cara seguida d'una creu {\displaystyle (cs)}, una creu seguida d'una cara {\displaystyle (sc)} i dues creus {\displaystyle (ss)}. Així,
{\displaystyle \Omega =\{cc,cs,sc,ss\}.}
Sigui {\displaystyle X} la variable aleatòria que compta el nombre de cares obtingudes en el llançament. És a dir, {\displaystyle X} és la funció
{\displaystyle X:\Omega \to {\mathbb {R} }}
donada per
{\displaystyle X(cc)=2,\,X(cs)=X(sc)=1\ {\text{i}}\ X(ss)=0.}
El conjunt possibles valors de {\displaystyle X} és {\displaystyle \{0,\,1,\,2\}}. O sigui, és una variable discreta, ja que només pot prendre els valors 0, 1 i 2.
La funció de probabilitat és {\displaystyle p(0)=1/4,\,p(1)=2/4\ {\text{i}}\ \ p(2)=1/4}. Vegeu la Figura 1.
La funció de distribució ve donada per
{\displaystyle F(x)={\begin{cases}0,&{\text{si}}\ x<0,\\0.25,&{\text{si}}\ 0\leq 0<1,\\0.75,&{\text{si}}\ 1\leq 0<2,\\1,&{\text{si}}\ x\geq 2.\end{cases}}}.
Vegeu la Figura 2.

### Variables aleatòries contínues
Entre les variables aleatòries que poden prendre un nombre de valors no numerable, per exemple, una variable que pugui prendre qualsevol nombre real, tenen especial importància les variables aleatòries que tenen funció de densitat, les quals també s'anomenen variables aleatòries asolutament contínues, o senzillament variables contínues.
Una variable aleatòria es diu que té densitat o que és absolutament contínua o que és contínua si existeix una funció {\displaystyle f:{\mathbb {R} }\to {\mathbb {R} }} que compleix
1. {\textstyle f(x)\geq 0,\forall x\in {\mathbb {R} }.}
2. {\displaystyle f} és integrable i {\textstyle \int _{-\infty }^{\infty }f(x)\,dx=1.} és a dir, l'àrea total entre la gràfica de la funció de densitat i l'eix d'abscisses és 1. Vegeu la Figura 3.
3. Per a {\displaystyle -\infty \leq a\leq b\leq +\infty },
| {\displaystyle P(a\leq X\leq b)=\int _{a}^{b}f(t)\,dt.} |
Així, la probabilitat que la variable prengui un valor de l'interval {\displaystyle [a\,b]} és l'àrea de la zona limitada pel gràfic de la funció{\displaystyle f}, l'eix de les {\displaystyle x} i l les rectes {\displaystyle x=a} i {\displaystyle x=b}.Vegeu la Figura 4.

La funció {\displaystyle f} s'anomena funció de densitat de {\displaystyle X}. La funció de distribució és
i {\displaystyle F} és contínua (de fet és absolutament contínua). Noteu que per a qualsevol valor {\displaystyle x\in \mathbb {R} }{\displaystyle P(X=x)=\int _{x}^{x}f(t)\,dt=0.}
Moltes de les variables d'estudis estadístics reals poden ser formalitzades amb el model d'una variable aleatòria contínua:
- La mesura del temps d'avanç o retard amb què un tren arriba a la seva destinació.
- El pes dels nadons en una població.
- Les alçades de la població adulta.
- La fracció de massa que s'ha desintegrat per unitat de temps en una substància radioactiva.

Exemples
1. El pes d'una persona és una variable contínua, assumint que podem mesurar el pes amb infinita precisió. Per exemple, podríem caracteritzar el pes amb una distribució normal amb mitjana 70 i desviació estàndard 10.
2. Distribució uniforme en un interval {\displaystyle [a,b]}. La funció de densitat ve definida per:
{\displaystyle f(x)={\begin{cases}{\frac {1}{b-a}}&{\text{si }}x\in [a,b]\\0&{\text{si }}x\notin [a,b]\end{cases}}}
i la funció de distribució és
{\displaystyle F(x)={\begin{cases}0&{\text{si }}x\leq a\\{\frac {x-a}{b-a}}&{\text{si }}a\leq x\leq b\\1&{\text{si }}x\geq b\end{cases}}}

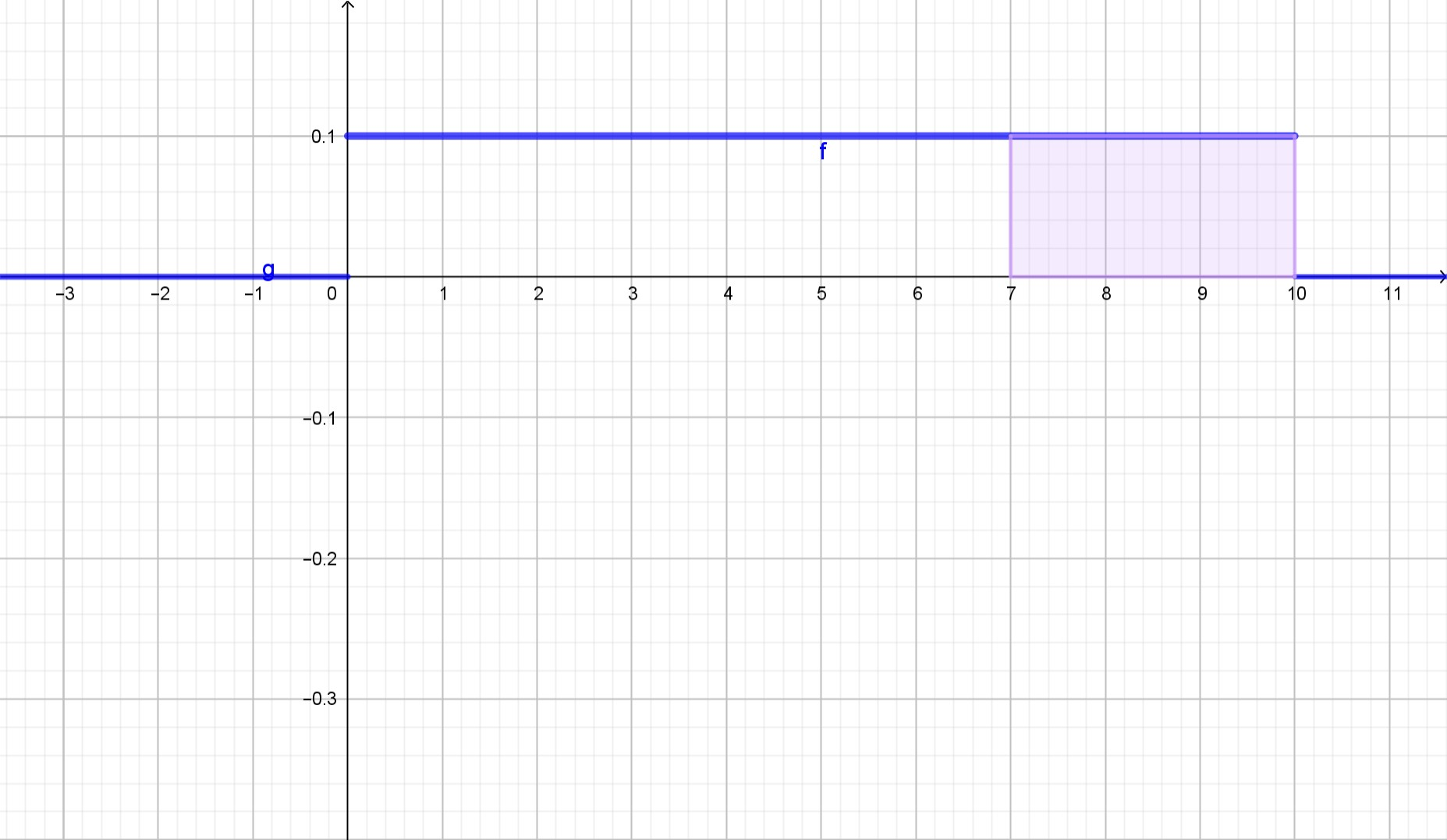
Figura 5. Funció de densitat de probabilitat de la variable aleatòria "temps espera parada autobusos"

3. Com a exemple de l'anterior podem considerar el següent: Per una parada d'autobusos en passa, amb absoluta regularitat, un cada 10 minuts, Si {\displaystyle X} representa el temps que ha d'esperar una persona que arriba aleatòriament a la parada, aleshores {\displaystyle X} té una distribució uniforme a l'interval {\displaystyle [0,10]}. La funció de densitat de probabilitat de la variable aleatòria {\displaystyle X} que es mostra al gràfic de la Figura 5. El valor de f(x) per a l'interval de temps {\displaystyle [0\leq x\leq 10]} s'ha fixat de manera que l'àrea sota la funció sigui 1. Si una persona arriba a la parada aleatòriament, quina és la probabilitat que hagi d'esperar-se 7 minuts o més? La resposta s'obté calculant l'àrea del rectangle ombrejat. El valor de {\displaystyle P(7\leq X)} serà, doncs, {\displaystyle 3\times 0,1=0,3}.

Observació. Les funcions de densitat no són úniques, i es poden modificar sobre un conjunt finit o infinit numerable de punts (de fet, sobre un conjunt de mesura de Lebesgue zero). Per exemple, retornant a l'exemple 2, la funció {\displaystyle f(x)={\begin{cases}{\frac {1}{b-a}}&{\text{si }}x\in (a,b),\\0&{\text{en cas contrari}},\end{cases}}}també és una funció de densitat de la distribució uniforme en l'interval {\displaystyle [a,b]}.

### Variables aleatòries mixtes
Hi ha variables aleatòries que són una combinació dels dos tipus anteriors. Per exemple, considerem un mecanisme aleatori com el de la Figura 6: si l'agulla va a parar a la zona de l'esquerra (àrea grisa) aleshores s'obté un 0; si va a parar a la zona de la dreta, aleshores s'obté un nombre decimal entre 0 i 1 amb distribució uniforme. Anomenen {\displaystyle X} el resultat, que és una variable aleatòria que pot prendre un nombre no numerable de valors i, per tant, no és discreta, però d'altra banda {\displaystyle P(X=0)=0.5}, i tampoc és contínua. La funció de distribució {\displaystyle F(x)=P(X\leq x)} val:
{\displaystyle F(x)={\begin{cases}0,&{\text{si}}\ x<0,\\{\dfrac {1}{2}}+{\dfrac {x}{2}},&{\text{si}}\ 0\leq x\leq 1,\\1,&{\text{si}}\ x\geq 1.\end{cases}}}Vegeu la Figura 7. Una variable aleatòria d'aquest tipus es diu que és mixta.

## Paràmetres de les variables aleatòries
Estudiarem dos paràmetres per mesurar numèricament "el centre" i "la dispersió" d'una variable aleatòria. Vegeu esperança matemàtica i variància

### Variable aleatòria discreta

#### Mitjana
La mitjana o esperança matemàtica {\displaystyle \mu } d'una variable aleatòria discreta {\displaystyle X} es defineix en termes de la funció de probabilitat:
{\displaystyle \mu =\sum _{i}x_{i}\,p(x_{i}),}sempre que {\displaystyle \sum _{i}\vert x_{i}\vert \,p(x_{i})<\infty }.
En l'exemple dels dos daus val:{\displaystyle \mu =2\times {\frac {1}{36}}+3\times {\frac {2}{36}}+...+12\times {\frac {1}{36}}=7.}
La mitjana d'una variable aleatòria rep també el nom de valor esperat (o esperança) i es representa {\displaystyle E(X)}

#### Variància
En teoria de la probabilitat i estadística, Variància és un paràmetre estadístic que mesura la dispersió d'una variable aleatòria {\displaystyle X} respecte la seva mitjana o esperança {\displaystyle \mu =\operatorname {E} [X]}.
{\displaystyle \operatorname {Var} (X)=\operatorname {E} \left[(X-\mu )^{2}\right]=\operatorname {E} [X^{2}]-\mu ^{2},}sempre que {\displaystyle E[X^{2}]<\infty .}
En el cas discret es calcula per la fórmula{\displaystyle \operatorname {Var} (X)=\operatorname {E} \left[(X-\mu )^{2}\right]=\sum _{i}(x_{i}-\mu )^{2}\ p(x_{i})=\sum _{i}x_{i}^{2}p(x_{i})-\mu ^{2}.}
La variància és el quadrat d'una altre paràmetre de dispersió, la desviació tipus {\displaystyle \sigma }, és a dir: {\displaystyle \sigma ^{2}=} {\displaystyle \operatorname {Var} (X)}.
La variància és representa mitjançant {\displaystyle \operatorname {Var} (X)}, {\displaystyle \sigma _{X}^{2}}, o simplement {\displaystyle \sigma ^{2}}.
La variància té un paper central en: estadística descriptiva, inferència estadística, test d'hipòtesi, mètode Monte Carlo,...
És també molt important en les ciències que utilitzen sovint l'anàlisi estadística de les dades.

### Variable aleatòria contínua

#### Mitjana
La mitjana o valor esperat {\displaystyle \mu } d'una variable aleatòria contínua{\displaystyle X} es defineix en termes de la funció de densitat de probabilitat:
{\displaystyle \mu =\int _{-\infty }^{+\infty }x\,f(x)\,dx,}sempre que {\displaystyle \int _{-\infty }^{\infty }\vert x\vert \,f(x)\,dx<\infty } .

#### Variància
La variància es defineix per la fórmula:
{\displaystyle \sigma ^{2}=\int _{-\infty }^{+\infty }(x-\mu )^{2}\,f(x)dx=\int _{-\infty }^{\infty }x^{2}\,f(x)\,dx-\mu ^{2},}sempre que {\displaystyle \int _{-\infty }^{\infty }x^{2}f(x)\,dx<\infty } .

## Funcions de variables aleatòries
A l'aplicar una funció a una variable aleatòria s'obté una altra variable aleatòria. Més concretament, si tenim una variable aleatòria {\displaystyle X} i una funció {\displaystyle h:\mathbb {R} \longrightarrow \mathbb {R} }, aleshores {\displaystyle Y=h(X)} també és una variable aleatòria (vegeu a la darrera secció les condicions formals). La funció de distribució de {\displaystyle Y} és
{\displaystyle F_{Y}(y)=\operatorname {P} (h(X)\leq y).}

#### Funcions de variables aleatòries amb densitat

Figura 8. La funció de distribució de la variable aleatòria no és diferenciable en els punts 0 i 1

Figura 9. Funció de densitat de la variable aleatòria

Càlcul de la funció de densitat per derivació de la funció de distribució
Si coneixem la funció de densitat {\displaystyle f} d'una variable aleatòria, aleshores funció de distribució {\displaystyle F} val {\displaystyle F(x)=\int _{-\infty }^{x}f(t)\,dt.\ }Si {\displaystyle f} és contínua, llavors pel teorema fonamental del càlcul, la funció {\displaystyle F} es pot derivar en tots els punts i {\displaystyle F'(x)=f(x),\ {\text{per a qualsevol }}x\in \mathbb {R} .}En moltes situacions es pot calcular la funció de distribució {\displaystyle F} d'una variable aleatòria, i si és contínua i derivable en quasi tots els punts, ens preguntem si la seva derivada {\displaystyle F'} és la funció de densitat. Això en general no es veritat; per exemple, la funció de distribució de la distribució de Cantor compleix que {\displaystyle F'(x)=0} en quasi tots els punts i, per tant, tindríem que la funció de densitat seria zero quasi en tots els punts, la qual cosa és absurda. Una propietat molt útil dona condicions sota les quals la funció de densitat es pot obtenir derivant la funció de distribució.
| Propietat. Considerem una variable aleatòria amb funció de distribució {\displaystyle F}. Suposem que - {\displaystyle F} és continua en tots els punts. - {\displaystyle F} és derivable en tots els punts, excepte, com màxim, en un nombre finit de punts. - La derivada {\displaystyle F'} és contínua en tots els punts excepte, com màxim, en un nombre finit de punts. Aleshores {\displaystyle F'} és la funció de densitat d'aquesta variable aleatòria. |

Exemple 1. Sigui {\displaystyle X} una variable aleatòria uniforme en l'interval {\displaystyle (-1,1)} , {\displaystyle X\sim U(-1,1)} , amb funció de densitat {\displaystyle f_{X}(x)={\begin{cases}{\dfrac {1}{2}},&{\text{si }}x\in (-1,1)\\\\0,&{\text{en cas contrari.}}\end{cases}}}
Definim {\displaystyle Y=X^{2}.} Volem calcular la funció de densitat de {\displaystyle Y}. Començarem calculant la seva funció de distribució, que designarem per {\displaystyle F_{Y}}.
1) Si {\displaystyle y\leq 0}, aleshores {\displaystyle F_{Y}(y)=P(Y\leq y)=P(X^{2}\leq y)=0.}
2) Si {\displaystyle y\geq 1}, de manera semblant es comprova que {\displaystyle F_{Y}(y)=1.}
3) Finalment, per a {\displaystyle y\in (0,1)}, {\displaystyle F_{Y}(y)=P(Y\leq y)=P(X^{2}\leq y)=P(-{\sqrt {y}}\leq X\leq {\sqrt {y}})=\int _{-{\sqrt {y}}}^{\sqrt {y}}f_{X}(x)\,dx={\sqrt {y}}.}En resum,
{\displaystyle F_{Y}(y)={\begin{cases}0,&{\text{si }}y\leq 0,\\{\sqrt {y}},&{\text{si }}y\in (0,1),\\1,&{\text{si }}y\geq 1.\end{cases}}}
Així, {\displaystyle F_{Y}} és derivable en tots els punts excepte als punts 0 i 1, vegeu la Figura 8. La derivada val 
{\displaystyle F'_{Y}(y)={\begin{cases}0,&{\text{si }}y<0\ {\text{o }}y>1,\\\\{\dfrac {1}{2{\sqrt {y}}}},&{\text{si }}y\in (0,1).\end{cases}}}
Noteu que aquesta funció no està definida a {\displaystyle y=0} i {\displaystyle y=1}, vegeu la Figura .Per tant, la funció de distribució de {\displaystyle Y} compleix les tres condicions de la propietat anterior, i per tant, la seva funció de densitat és (vegeu la Figura 9) {\displaystyle f_{Y}(y)={\begin{cases}0,&{\text{si }}y\leq 0\ {\text{o }}y\geq 1,\\\\{\dfrac {1}{2{\sqrt {y}}}},&{\text{si }}y\in (0,1).\end{cases}}}
Observació. Als punts 0 i 1 on {\displaystyle F'_{Y}} no està definida i es pot donar a la funció de densitat qualsevol valor, ja que per calcular probabilitats relacionades amb {\displaystyle Y} allò que ens interessa és el valor de la integral de la densitat sobre subconjunts de {\displaystyle \mathbb {R} }. Així, podem prendre com a funció de densitat la funció 
{\displaystyle g(y)={\begin{cases}0,&{\text{si }}y\leq 0,\\{\dfrac {1}{2{\sqrt {y}}}},&{\text{si }}y\in (0,1],\\0,&{\text{si }}y>1.\\\end{cases}}}
Fórmula de canvi de variables
Sota certes condicions, si {\displaystyle X} és una variable aleatòria amb densitat i {\displaystyle h} una bona funció, aleshores la variable aleatòria {\displaystyle h(X)} té funció de densitat. La funció {\displaystyle h} no cal que estigui definida a tot {\displaystyle \mathbb {R} } i n'hi ha prou amb que ho estigui en el conjunt on pren valors la variable aleatòria {\displaystyle X}.
| Propietat. Considerem una variable aleatòria {\displaystyle X} amb funció de densitat {\displaystyle f_{X}}, i tal que {\displaystyle P(X\in I)=1} , on {\displaystyle I=(a,b)}, amb {\displaystyle -\infty \leq a<b\leq \infty } . Sigui {\displaystyle h:\,I\longrightarrow J}on {\displaystyle J=(c,d)}, amb {\displaystyle -\infty \leq c<d\leq \infty }, una funció bijectiva, estrictament creixent o estrictament decreixent, contínua amb derivada contínua. Designem per {\displaystyle g=h^{-1}} la funció inversa. Aleshores la variable aleatòria {\displaystyle Y=h(X)} té funció de densitat {\displaystyle f_{Y}(y)={\begin{cases}f_{X}{\big (}g(y){\big )}\,\vert g'(y)\vert ,&{\text{si }}y\in J.\\0,&{\text{en cas contrari.}}\end{cases}}} |

Aquesta expressió també es pot escriure {\displaystyle f_{Y}(y)=f_{X}{\big (}g(y){\big )}\,\vert g'(y)\vert \,{\boldsymbol {1}}_{J}(y),}on {\displaystyle {\boldsymbol {1}}_{J}} és la funció indicador del conjunt {\displaystyle J}: {\displaystyle {\boldsymbol {1}}_{J}(y)={\begin{cases}1,&{\text{si }}y\in J,\\0,&{\text{en cas contrari.}}\end{cases}}}Noteu que la fórmula anterior també es pot escriure en termes de la funció {\displaystyle h}, {\displaystyle f_{Y}(y)=f_{X}{\big (}h^{-1}(y){\big )}\,{\bigg \vert }{\frac {1}{h'(h^{-1}(y))}}{\bigg \vert }\,{\boldsymbol {1}}_{J}(y),}Exemple 2. Sigui {\displaystyle X} una variable uniforme en l'interval (0,2), {\displaystyle X\sim U(0,2)}, que, per tant, està concentrada a l'interval (0,2): {\displaystyle P{\big (}X\in (0,2){\big )}=1}; la seva funció de densitat és {\displaystyle f_{X}(x)={\begin{cases}{\frac {1}{2}},&{\text{si }}x\in (0,2),\\0,&{\text{en cas contrari.}}\end{cases}}}
Sigui {\displaystyle Y=X^{2}}. La funció {\displaystyle {\begin{aligned}h:\ (0&,2)\rightarrow (0,4)\\&x\longmapsto x^{2}\end{aligned}}} és bijectiva, estrictament creixent i amb derivada contínua. La seva inversa és {\displaystyle {\begin{aligned}g:\ (0&,4)\rightarrow (0,2)\\&y\longmapsto {\sqrt {y}}\end{aligned}}}Llavors, la variable aleatòria {\displaystyle Y} tindrà funció de densitat {\displaystyle f_{Y}(y)={\begin{cases}{\frac {1}{4{\sqrt {y}}}},&{\text{si }}y\in (0,4),\\0,&{\text{en cas contrari.}}\end{cases}}} Extensió a una funció més general
La propietat anterior exigeix condicions molt fortes que, a la pràctica, sovint no es compleixen. En l'Exemple 1 d'aquesta secció,
la funció {\displaystyle {\begin{aligned}h:\ (-1&,1)\rightarrow (0,1)\\&x\longmapsto x^{2}\end{aligned}}}no és bijectiva. Menys restrictiva és la següent propietat, on la funció se separa en diferents funcions, cadascuna de les quals té bones propietats.
| Propietat. Sigui {\displaystyle X} una variable aleatòria amb funció de densitat {\displaystyle f_{X}}, i tal que {\displaystyle P{\big (}X\in I_{1}\cup \cdots \cup I_{k}{\big )}=1}, amb {\displaystyle I_{1},\dots ,I_{k}} intervals oberts disjunts dos dos. Considerem una funció {\displaystyle h:\,I_{1}\cup \cdots \cup I_{k}\longrightarrow \mathbb {R} }tal que les restriccions {\displaystyle h:\,I_{i}\longrightarrow J_{i},\quad i=1,\dots ,k,} siguin funcions bijectives, estrictament creixents o decreixents, contínues, derivables amb derivada contínua, amb inversa {\displaystyle g_{i}=h_{i}^{-1}:\,J_{i}\to I_{i}} (els intervals {\displaystyle J_{1},\dots ,J_{k}} no cal que siguin disjunts). Aleshores la variable aleatòria {\displaystyle Y=h(X)} té funció de densitat {\displaystyle f_{Y}(y)=\sum _{i=1}^{k}f_{X}{\big (}g_{i}(y){\big )}\,\vert g_{i}'(y)\vert \,{\boldsymbol {1}}_{J_{i}}(y),}on{\displaystyle {\boldsymbol {1}}_{J_{i}}(y)={\begin{cases}1,&{\text{si }}y\in J_{i},\\0,&{\text{en cas contrari.}}\end{cases}}} |

Figura 10. La funció se separa en dues funcions; a l'esquerra la funció i a la dreta la funció.

Exemple 1 (repetició per un altre mètode). Sigui {\displaystyle X\sim U(-1,1)} i {\displaystyle Y=X^{2}} . Escrivim {\displaystyle I_{1}=(-1,0)} i {\displaystyle I_{2}=(0,1)}. Tenim que {\displaystyle P(X\in I_{1}\cup I_{2})=1} i considerem les dues funcions {\displaystyle {\begin{aligned}h_{1}:(-1&,0)\to (0,1)&\qquad {\text{i}}\qquad h_{2}:(0&,1)\to (0,1)\\&x\to x^{2}&&x\to x^{2}\end{aligned}}}que compleixen les condicions demanades, vegeu la Figura 10. Les inverses són {\displaystyle {\begin{aligned}g_{1}:(0&,1)\to (-1,0)&\qquad {\text{i}}\qquad g_{2}:(0&,1)\to (0,1)\\&y\to -{\sqrt {y}}&&y\to {\sqrt {y}}\end{aligned}}}Llavors, {\displaystyle f_{Y}(y)={\frac {1}{2}}\left\vert {\frac {-1}{2{\sqrt {y}}}}\right\vert {\boldsymbol {1}}_{(0,1)}(y)+{\frac {1}{2}}\left\vert {\frac {1}{2{\sqrt {y}}}}\right\vert {\boldsymbol {1}}_{(0,1)}(y)={\frac {1}{2{\sqrt {y}}}}{\boldsymbol {1}}_{(0,1)}(y).}

## Definició formal de variable aleatòria
Considerem un espai de probabilitat {\displaystyle (\Omega ,{\mathcal {A}},P)}, on {\displaystyle \Omega } és un conjunt, {\displaystyle {\mathcal {A}}} és una σ-àlgebra sobre {\displaystyle \Omega } (la família d'esdeveniments) i {\displaystyle P:{\mathcal {A}}\to [0,1]} és una probabilitat. Designem per {\displaystyle {\mathcal {B}}} la σ-àlgebra de Borel sobre els nombres reals {\displaystyle {\mathbb {R} }}. Una variable aleatòria és una aplicació {\displaystyle X:\Omega \to {\mathbb {R} }} que és {\displaystyle {\mathcal {A}}/{\mathcal {B}}} mesurable, és a dir, que per qualsevol {\displaystyle B\in {\mathcal {B}}},
{\displaystyle X^{-1}(B)=\{\omega \in \Omega :\,X(\omega )\in B\}\in {\mathcal {A}}.\qquad (1)}
En les expressions com (1), els elements {\displaystyle \omega } no s'acostumen a escriure (però cal tenir-los sempre presents), de manera que s'escriu {\displaystyle \{X\in B\}} en lloc de {\displaystyle \{\omega \in \Omega :\,X(\omega )\in B\}}, o bé es posa
{\displaystyle \{a\leq X\leq b\}=\{\omega \in \Omega :\,X(\omega )\in [a,b]\},}
o altres expressions similars.
Donada l'estructura de la {\displaystyle \sigma }-algebra de Borel {\displaystyle {\mathcal {B}}} sobre els nombres reals, per demostrar la condició (1) n'hi ha prou amb comprovar-la per a qualsevol classe d'intervals de la forma {\displaystyle (a,b]} o {\displaystyle (-\infty ,a]}, etc. Molts autors prenen aquest darrer tipus d'interval, de manera que la condició de variable aleatòria es pot formular:
{\displaystyle \{X\leq a\}\in {\mathcal {A}},\ \forall a\in \mathbb {R} .}

### Cas d'espais finits o numerables
Quan el conjunt {\displaystyle \Omega } és finit o infinit numerable, en molts casos es pot prendre com {\displaystyle \sigma }-àlgebra d'esdeveniments {\displaystyle {\mathcal {A}}} el conjunt de les parts de {\displaystyle \Omega }. Llavors, qualsevol aplicació {\displaystyle X:\Omega \to {\mathbb {R} }} compleix la condició de mesurabilitat (1) i, per tant, en aquest cas, la definició intuïtiva del principi i la formal coincideixen.

### Operacions amb variables aleatòries
1. Si {\displaystyle X} i {\displaystyle Y} són dues variables aleatòries, aleshores {\displaystyle X+Y\ {\text{i}}\ X\cdot Y} son variables aleatòries, i si {\displaystyle Y(\omega )\neq 0,} per tot {\displaystyle \omega \in \Omega }, aleshores {\displaystyle X/Y} també és una variable aleatòria.
2. Si {\displaystyle \{X_{n},\,n\geq 1\}} és una successió de variables aleatòries tals que per tot {\displaystyle \omega \in \Omega } la successió numèrica {\displaystyle \{X_{n}(\omega ),\,n\geq 1\}} convergeix, aleshores la funció {\displaystyle X} definida per
{\displaystyle X(\omega )=\lim _{n}X_{n}(\omega )}
també és una variable aleatòria.
3.Sigui {\displaystyle X} una variable aleatòria i {\displaystyle h:\mathbb {R} \to \mathbb {R} } una funció mesurable respecte la {\displaystyle \sigma }-àlgebra de Borel. Aleshores {\displaystyle h(X)} també és una variable aleatòria.
Observacions:
(a) La funció {\displaystyle h} no cal que estigui definida a tot {\displaystyle \mathbb {R} }, sinó només al conjunt on pren valors la variable {\displaystyle X}. Per exemple, si {\displaystyle X} és discreta, {\displaystyle h} ha d'estar definida en el conjunt {\displaystyle \{x_{1},x_{2},\dots \}} dels punts tals que {\displaystyle P(X=x_{i})>0}. O si {\displaystyle X} és una variable no negativa, aleshores n'hi ha prou que {\displaystyle h} estigui definida a {\displaystyle [0,\infty )}.
(b) Tota funció contínua és Borel mesurable.

### Funció de distribució d'una variable aleatòria
Donada una variable aleatòria {\displaystyle X} la seva funció de distribució és la funció {\displaystyle F:{\mathbb {R} }\to [0,1]} definida per{\displaystyle F(x)=P(X\leq x).} Té les següents propietats:
1. La funció {\displaystyle F} és no decreixent: {\displaystyle {\text{si}}\ x<y,\ {\text{aleshores}}\ F(x)\leq F(y).}
2. La funció {\displaystyle F} és contínua per la dreta i té límits per l'esquerra en tot punt.
3. {\displaystyle \lim _{x\to -\infty }F(x)=0\ {\text{i}}\ \lim _{x\to \infty }F(x)=1.}
4. {\displaystyle P(a<X\leq b)=F(b)-F(a)}.
5. {\displaystyle P(X<x)=F(x^{-})}, on {\displaystyle F(x^{-})=\lim _{s\uparrow x}F(s)} és el limit per l'esquerra de {\displaystyle F} en el punt {\displaystyle x}.
6. {\displaystyle P(X=x)=F(x)-F(x^{-})}. És a dir, {\displaystyle F} és discontínua en el punt {\displaystyle x} si i només si {\displaystyle P(X=x)>0}.

Observacions
1. Alguns autors defineixen la funció de distribució per {\displaystyle F(x)=P(X<x)}. Aquesta funció és contínua per l'esquerra.
2. Amb relació a les variables aleatòries discretes, als exemples que hem vist, així com en els casos més habituals, com la distribució binomial o la de Poisson, la funció de distribució és esglaonada, però en general no ha de ser així. El següent exemple és de Loeve: sigui {\displaystyle r_{1},r_{2},\dots } una ordenació dels nombres racionals, i sigui {\displaystyle X} una variable aleatòria tal que
{\displaystyle P(X=r_{n})={\frac {6}{\pi ^{2}}}\,{\frac {1}{n^{2}}}.}Aleshores la corresponent funció de distribució no és esglaonada; de fet, ni tan sols es pot dibuixar. (Recordeu que {\displaystyle \sum _{n=1}^{\infty }{\frac {1}{n^{2}}}=\zeta (2)={\frac {\pi ^{2}}{6}}}, on {\displaystyle \zeta } és la funció zeta de Riemann.)
3. Pel que fa referència a les variables absolutament contínues, des del punt de vista teòric, les funcions de densitat són mesurables de Borel i les integrals que apareixen són integrals de Lebesgue. Però a la pràctica, gaire bé totes les funcions de densitat són contínues o contínues a trossos, i les integrals es poden considerar integrals de Riemann ordinàries..
4 Una variable aleatòria es diu que és contínua (respectivament absolutament contínua) si la seva funció de distribució és contínua (resp. absolutament contínua). El fet que hi hagi funcions de distribució que són contínues però no absolutament contínues com la distribució de Cantor fa que, en rigor, caldria distingir entre ambdós tipus de variables. Però les funcions de distribució contínues no absolutament contínues són excepcions, i molts autors de referència, com Johnson, Kotz and Balakrishnan, utilitzen el nom de variables contínues per referir-se a variables absolutament contínues.

### Llei o distribució d'una variable aleatòria
Una variable aleatòria {\displaystyle X} definida en un espai de probabilitat {\displaystyle (\Omega ,{\mathcal {A}},P)} indueix una probabilitat, designada per {\displaystyle P_{X}}, sobre l'espai mesurable {\displaystyle (\mathbb {R} ,{\mathcal {B}})} de la següent manera: per qualsevol {\displaystyle B\in {\mathcal {B}}}, 
{\displaystyle P_{X}(B)=P(X\in B).}
Aquesta probabilitat {\displaystyle P_{X}} s'anomena la llei o la distribució de probabilitat o senzillament distribució de la variable aleatòria {\displaystyle X}, i no s'ha de confondre amb la funció de distribució {\displaystyle F} que hem vist anteriorment; la seva relació ve donara per{\displaystyle F(x)=P_{X}{\big (}(-\infty ,x]{\big )}.}En el cas discret, la forma habitual de referir-se a la llei és mitjançant la funció de probabilitat, i en el cas absolutament continu per la funció de densitat.

### Igualtat en llei (o distribució) de variables aleatòries
Diem que dues variables aleatòries {\displaystyle X\ {\text{i}}\ Y} (que poden estar definides en diferent espai de probabilitats) són iguals en llei o distribució si les lleis són iguals.

#### Exemples
1. Juguem amb un dau perfecte, considerem la variable {\displaystyle X} que val 1 si surt parell i 0 si surt senar. Tirem una moneda perfecta; sigui {\displaystyle Y} la variable que pren el valor 1 si surt cara i 0 si surt creu. Ambdues variables estan definides en espais de probabilitat diferents però són iguals en llei.
2. Dues variables poden estar definides en el mateix espai de probabilitat i ser iguals en llei, però ser distintes com aplicacions. A l'exemple inicial on tiràvem dos daus, si {\displaystyle X} representa el resultat del primer dau i {\displaystyle Y} el del segon dau, aleshores ambdues variables són iguals en llei, però {\displaystyle X(1,2)=1\ {\text{mentre que}}\ Y(1,2)=2.}

### Igualtat quasi segura de variables aleatòries
Es diu que dues variables aleatòries {\displaystyle X\ {\text{i}}\ Y} (definides en el mateix espai de probabilitat) són iguals quasi segurament o iguals amb probabilitat 1 si {\displaystyle P(X=Y)=1}. Si dues variables són iguals quasi segurament, aleshores són iguals en llei. El recíproc no és cert, tal com mostra l'exemple 2 de l'apartat anterior.